# Il disco di fiamma
Il disco di fiamma (Solar Lottery), ripubblicato anche come Lotteria dello spazio, è il primo romanzo di fantascienza pubblicato da Philip K. Dick nel 1955.

## Storia editoriale
Dick completò il manoscritto di Solar Lottery nel marzo 1954. In dicembre, su richiesta dell'editore della Ace Books, Donald Wollheim, lo ridusse tagliando sei passi, per un totale di diecimila parole, e aggiungendone circa settemila. Tuttavia nel frattempo il libro era stato venduto a un editore nel Regno Unito, dove uscì con il titolo World of Chance; questa versione includeva i passi eliminati dalla prima versione statunitense, anche se presentava ampi tagli redazionali.
La prima edizione statunitense di Solar Lottery uscì come omnibus (Ace Books Double) insieme al romanzo Oltre l'infinito (The Big Jump) della scrittrice Leigh Brackett.

## Trama
Anno 2202. L'intero Sistema Solare è stato colonizzato dall'umanità e il sistema di governo dipende per intero dalla logica e dai numeri: il metodo minimax (parte della teoria dei giochi), usato anche durante la seconda guerra mondiale dalle intelligence di Stati Uniti e Unione Sovietica.
Con il sistema minimax il governo dell'umanità viene scelto attraverso una lotteria. In teoria ogni persona che gode dei diritti civili ha a ogni elezione - o estrazione - l'identica probabilità di diventare Quizmaster, vale a dire il capo del sistema della lotteria e l'uomo più potente del Sistema Solare. Per limitare l'immenso potere nelle mani del Quizmaster, il sistema di governo prevede anche la possibilità di uccidere l'uomo al potere mediante un omicidio legalizzato, tentato da un solo individuo, prescelto durante la Convenzione della Sfida, organizzata allo scopo.
La difesa del Quizmaster è affidata alla squadra dei telepati (i telep), uomini dotati della capacità di leggere il pensiero altrui.
Alcuni eventi inattesi nel maggio del 2203 sembrano indicare all'umanità superstiziosa che qualcosa di importante stia per accadere: un volo di cornacchie bianche nel cielo svedese, una serie di incendi che distrugge parte degli edifici della Oiseau-Lyre Hill, una delle più importanti corporation (chiamate Hill) attive nel Sistema Solare, la nascita di un vitello a due teste a Batavia, capitale del Direttorato della Federazione dei Nove Pianeti del Sistema Solare.
Il giovane Ted Bentley, già impiegato della Oiseau-Lyre, riceve, come altri suoi colleghi, la lettera di licenziamento che lo scioglie dal giuramento di fedeltà prestato. Desideroso di dare una svolta alla sua vita e disgustato dalla corruzione che regna nel sistema economico delle Hill, Bentley decide di lasciare l'Europa e recarsi a Batavia in Indonesia, per ottenere un posto di lavoro presso il Direttorato. Giunto nella grandiosa sede del Direttorato, brulicante di impiegati e robot "MacMillan", Bentley riesce a farsi ricevere da una coppia di funzionari, e, quasi inaspettatamente, ottiene un impiego come classificato 8-8.
Bentley ignora che il Quizmaster in carica, Verrick, è stato appena rimosso dal suo incarico a causa di una nuova estrazione dell'Urna, però il suo giuramento è stato alla persona di Verrick e non genericamente al Quizmaster, come sarebbe stato corretto, pertanto Bentley deve seguire Verrick a Farben in Germania, dove ha sede una Hill controllata direttamente da Verrick.
Tra la sorpresa generale, il nuovo Quizmaster è Leon Cartwright, un anziano tecnico elettronico, seguace del bizzarro culto prestonita, subito raggiunto nella sede della Società Preston a Londra da una squadra di telep comandata dal maggiore Shaeffer per essere condotto a Batavia, dove potrà essere meglio difeso dalla minaccia del killer che sarà scelto dalla Convenzione della Sfida. A Farben, intanto, Bentley assiste disgustato alla trasmissione in diretta dello svolgimento della Convenzione, un evento che monopolizza l'interesse degli spettatori di tutto il Sistema Solare, ansiosi di conoscere il nome del primo killer.
L'arrivo della squadra telep a Londra avviene in contemporanea alla partenza di un'astronave di seguaci prestoniti diretta alla ricerca del Disco di Fiamma, il leggendario decimo pianeta del Sistema Solare, la cui esistenza era stata profetizzata da John Preston nei suoi scritti.

## Edizioni
- (EN) Philip K. Dick e Leigh Brackett, Solar Lottery/The Big Jump, Ace Doule, New York, Ace Books, 1955.
- Philip K. Dick, Il disco di fiamma, Urania n° 193, Arnoldo Mondadori Editore, 1958.
- Philip K. Dick, Il disco di fiamma, Urania Classici Fantascienza n. 15, Arnoldo Mondadori Editore, 1978.

- Philip K. Dick, Lotteria dello spazio, traduzione di Domenico Gallo, collana Collezione Immaginario Dick, Fanucci Editore, 2005,  p. 256, ISBN 88-347-1084-3.

- Philip K. Dick, Lotteria del sistema solare, Oscar Mondadori, 2025.